# Afurisitul de bunic
Afurisitul de bunic (titlul original: în franceză Ce sacré grand-père) este un film de comedie dramatică francez, realizat în 1968 de regizorul Jacques Poitrenaud, după romanul Je m'appelle Jéricho al scriitoarei Catherine Paysan, protagoniști fiind actorii Michel Simon, Marie Dubois, Yves Lefebvre și Serge Gainsbourg.

## Rezumat
Bunicul Jericho își invită nepoții, tânărul cuplu Marie și Jacques, să petreacă câteva săptămâni de vacanță cu el în casa lui provensală din Lourmarin. Nu se lasă păcălit de imaginea fericirii pe care cuplul o joacă în fața lui, pentru că Marie și Jacques sunt despărțiți, Jacques își împarte acum viața cu Agathe, care este model. Bunicul, prin reînvierea amintirilor din copilărie ale cuplului care s-a format în trecut la Lourmarin, le va reaprinde dragostea.

## Distribuție
- Michel Simon – Jéricho, bunicul lui Jaques
- Marie Dubois – Marie
- Yves Lefebvre – Jacques, soțul Mariei
- Thalie Frugès – Agathe
- Serge Gainsbourg – Rémy
- Mary Marquet – ducesa
- Jenny Hélia – Jeanne

## Melodii din film
- L'herbe tendre – versuri de Serge Gainsbourg, muzică de Serge Gainsbourg / Michel Colombier, interpretat de Michel Simon și Serge Gainsbourg.[1]